# Pabstia viridis
Pabstia viridis es una especie de orquídea epifita originaria  de Brasil.

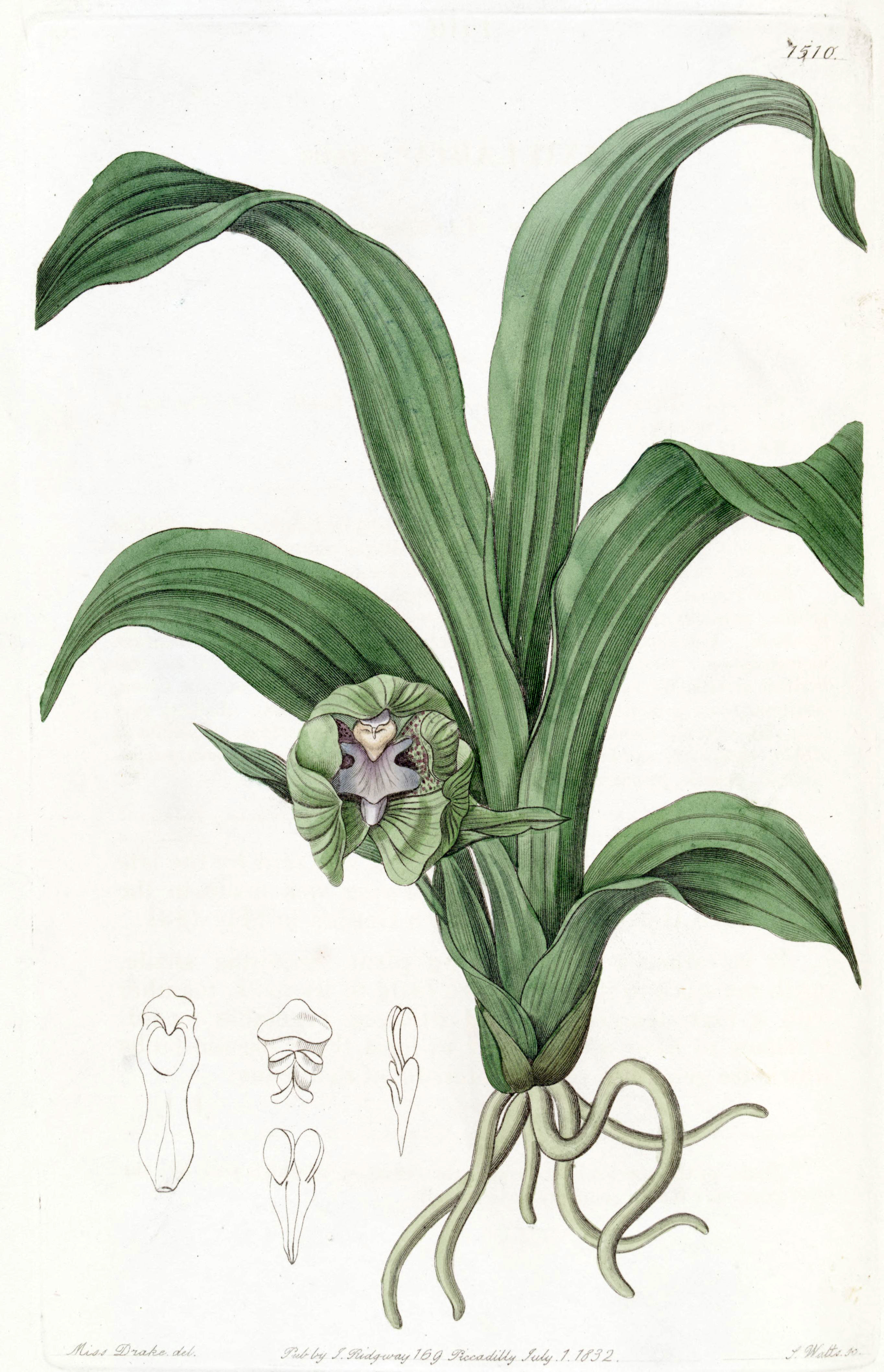
Ilustración

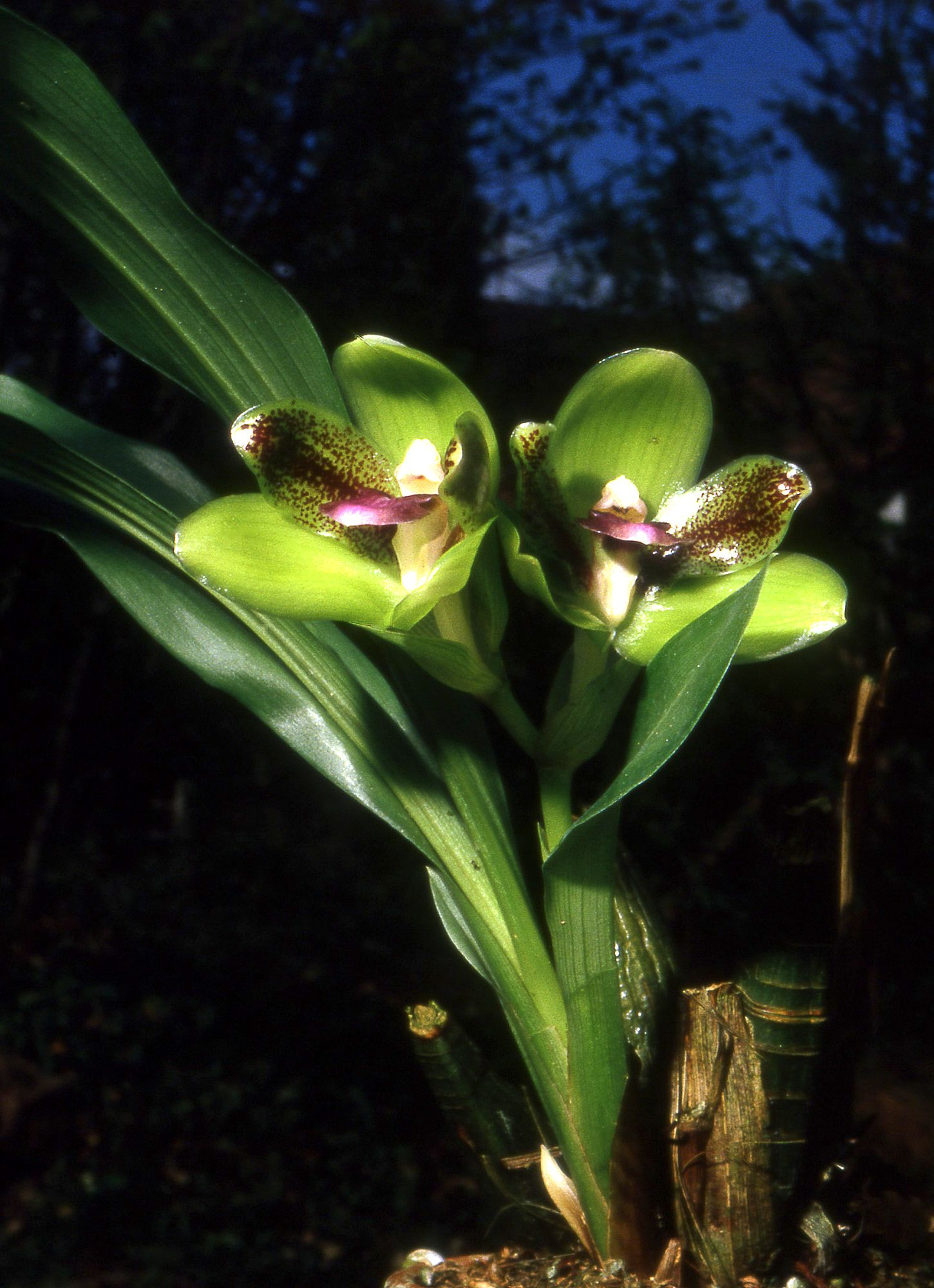
Vista de la planta

## Descripción
Es una orquídea de tamaño pequeño, con hábitos de epífita o litofita ocasionalmente terrestre con clústeres de  pseudobulbos comprimidos 4 angulados, que llevan 2 hojas apicales, plegadas, oblongo-lanceoladas, acuminadas. Florece en una corto inflorescencia de 5 cm, inflorescencia  única que surge de la base de un psedobulbo de reciente aparición y lleva una sola flor, carnosa y llamativa. Se prooduce en el final de la primavera y verano en Brasil.

## Distribución
Se encuentra en las montañas costeras del sudeste de Brasil en las elevaciones de 200 a 1500 metros en las selvas montañosas y bosques de niebla cerca del mar.   

## Taxonomía
Pabstia viridis fue descrita por (Lindl.) Garay y publicada en  Bradea, Boletim do Herbarium Bradeanum 1(27): 307. 1973.
Etimología
Pabstia: nombre genérico que fue otorgado en homenaje a Guido Frederico João Pabst, estudioso de las orquídeas brasileñas.
viridis: epíteto latino que significa "verde".
Sinonimia
- Colax tripterus Rolfe
- Colax viridis (Lindl.) Lindl.
- Colax viridis var. parviflorus Hoehne
- Colax viridis var. pluriflorus Cogn.
- Maxillaria viridis Lindl.
- Maxillaria viridis var. platysepala Regel
- Pabstia triptera (Rolfe) Garay
- Pabstia viridis var. parviflora (Hoehne) Garay
- Zygopetalum viride (Lindl.) Schltr.[1][4][5]